# 国土監視局
国土監視局（こくどかんしきょく、Direction de la Surveillance du Territoire; DST）は、かつてフランスの内務省国家警察に設置されていた公安警察である。
対外治安総局が国外での諜報活動を行うのに対し、DST は国内での防諜活動、テロ対策などを行っていた。本部はパリ15区 7 rue Nélaton。
2008年7月1日、総合情報中央局（Direction centrale des renseignements généraux; RG）と統合し、国内情報中央局（Direction centrale du renseignement intérieur; DCRI）に改編され、内務大臣の直轄に移管された。

## 関連人物
- カルロス (テロリスト) - "カルロス・ザ・ジャッカル"の名で知られる国際テロリスト。1975年3月にパリ5区ソルボンヌ地区のアジトに踏み込んだ国土監視局員2人を射殺し、1人負傷させ、レバノン人情報提供者を射殺した。現在、ポワシーのポワシー中央刑務所 (fr) に収監されている。